# Cefalù
Cefalù (van het Grieks κεφαλή, dat 'hoofd' betekent, Siciliaans: Cifalù) is een plaats op Sicilië. De naam slaat op een rots met de vorm van een hoofddeksel (hoed) die de stad domineert en waaromheen de stad gebouwd is. Cefalù telt 14.334 inwoners (2005), is een van de grote toeristenplaatsen in de regio en is vooral bekend als bad- en vissersplaats. Het schilderachtige stadje ligt ongeveer 70 km oostwaarts van Palermo in de richting van Messina.
De volgende frazioni maken deel uit van de gemeente: Sant'Ambrogio.
De stad is vermaard om de Normandische kathedraal, gebouwd tussen 1133 en 1148 door Rogier II met byzantijns mozaïek uit 1148. De kathedraal is gelegen onderaan La Rocca en is gebouwd in de zogenaamde Arabisch-Normandische stijl. Samen met een aantal kerken en bouwwerken in Palermo en Monreale staat de kerk op de Werelderfgoedlijst van Unesco.

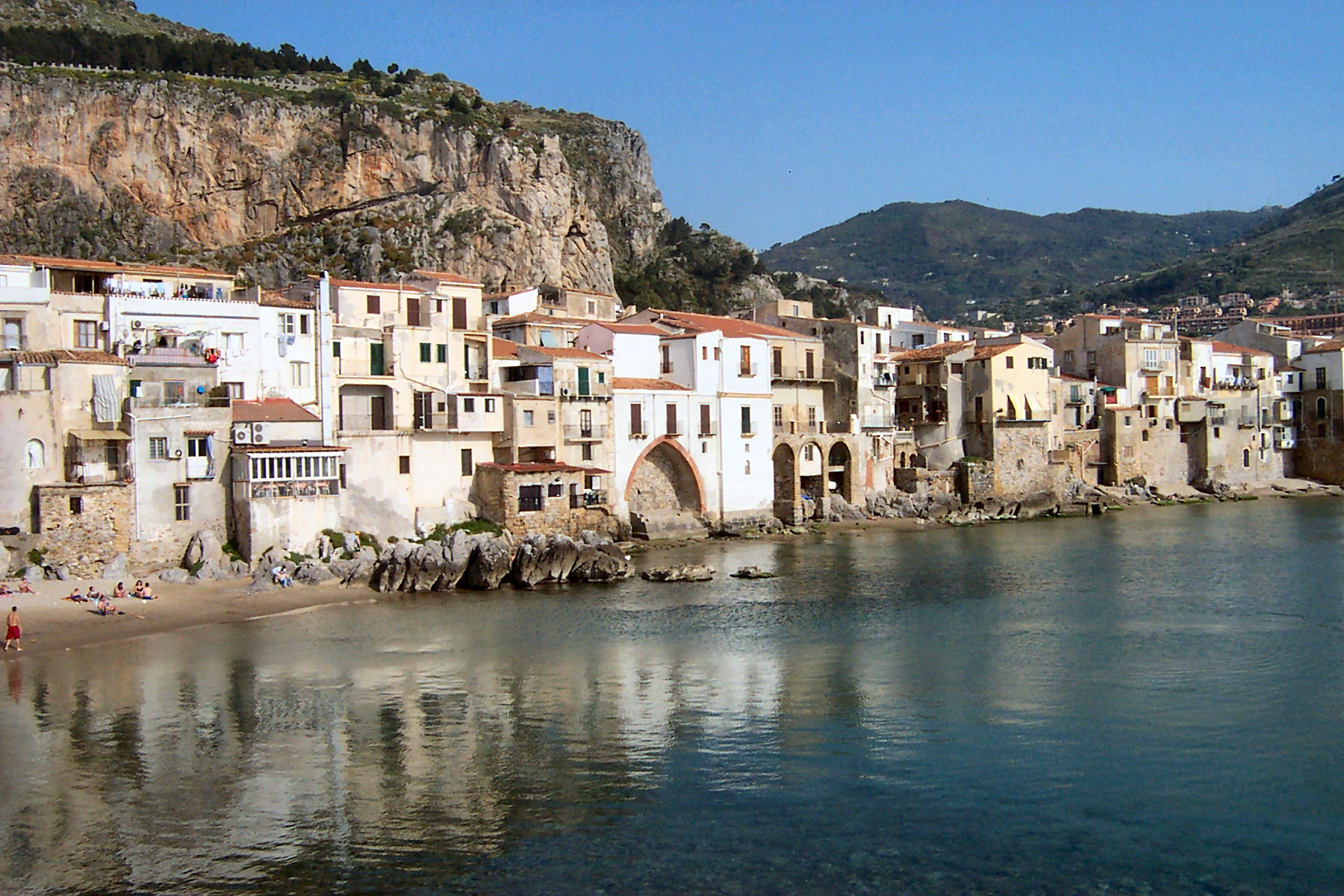
Kustlijn
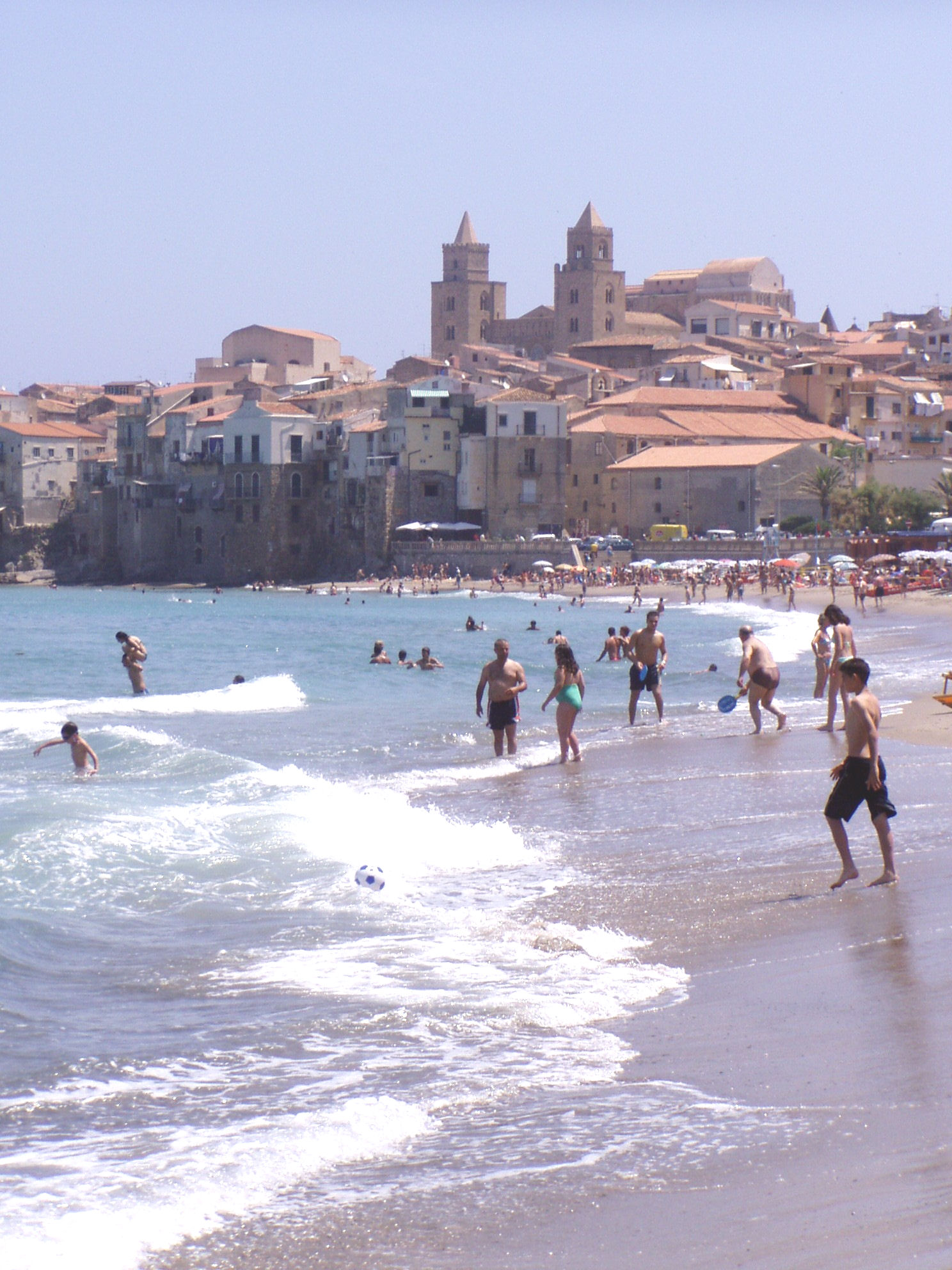
Strand
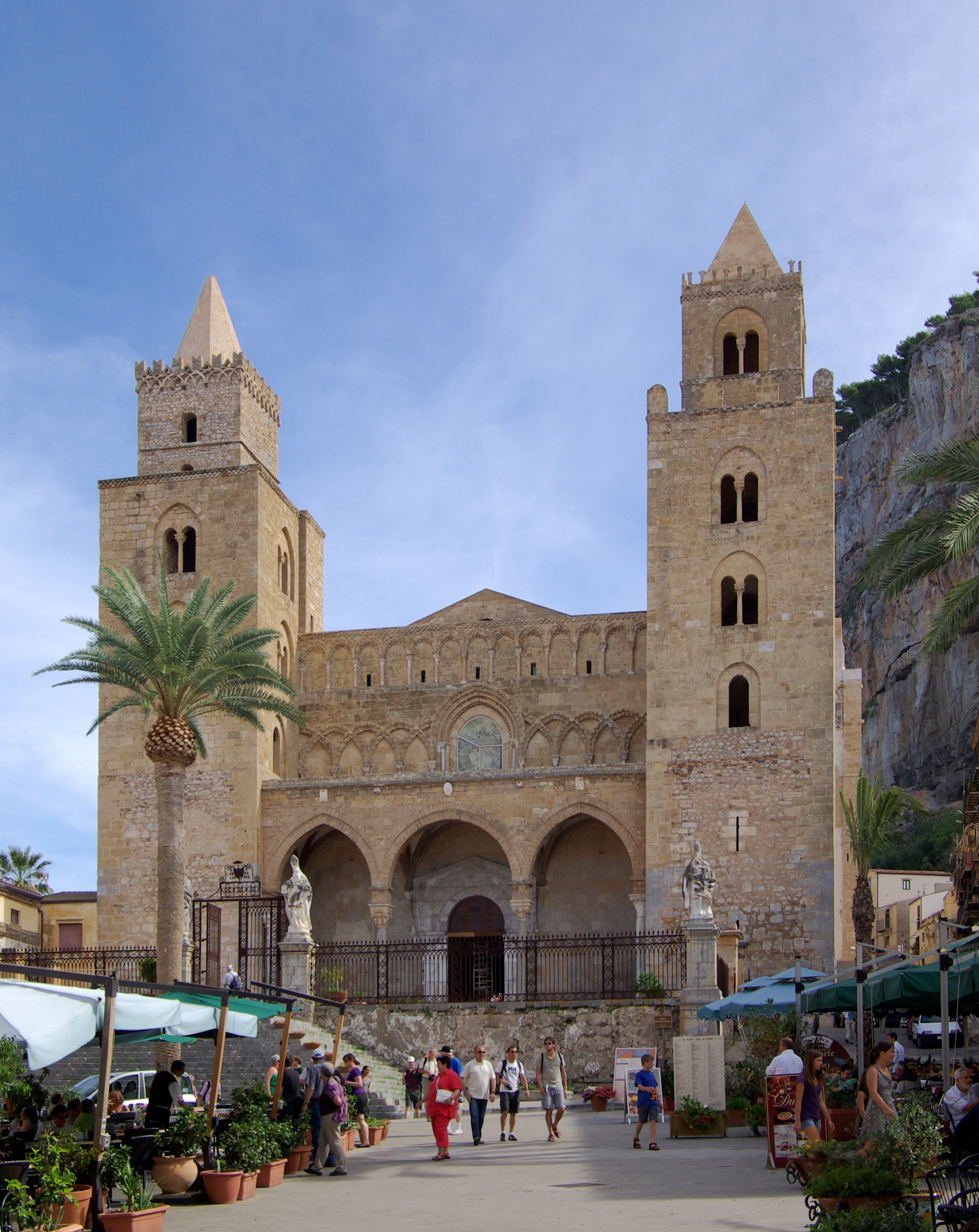
Kathedraal

## Geboren
- Giuseppe Emanuele Ortolani (1758-1828), advocaat en schrijver
- Enrico Pirajno (1809-1864), baron van Mandralisca, filantroop, parlementslid
- Johannes Willem van Reinhartshausen (1849-1861), buitenechtelijk kind van  prinses Marianne van Oranje-Nassau